# Federal's
Federal Department Store, of Federal's, was een warenhuisketen gevestigd in Detroit.

## Geschiedenis
Federal werd opgericht in 1929. In 1961 fuseerde Federal met Kobacker's uit Columbus, Ohio en in 1969 kocht het bedrijf Shifrin-Willens Jewelers. In 1972 ging de keten failliet. Datzelfde jaar werden de winkels van Federal in Lansing en Kalamazoo gesloten. teven Watstein, ook bekend als Steven West, kocht Federal in 1978. De keten werd in 1980 geliquideerd. 
Een van de bezittingen van Federal ten tijde van het faillissement was de keten Hoffritz for Cutlery, die in 1975 werd verkocht in een leveraged buyout.